# Rachael Watson
Rachael Watson (30 gennaio 1992) è una nuotatrice paralimpica australiana che ha rappresentato l'Australia in 3 edizioni dei Giochi paralimpici.

## Biografia
Watson, nata in un parto gemellare, ha manifestato una lieve paralisi cerebrale rimanendo però funzionalmente indipendente e deambulante. Nei suoi primi 20 anni di vita ha contratto la sindrome di Guillain-Barré che ha portato a gravi debolezze muscolari e danni al sistema nervoso periferico, con conseguente tetraplegia che le richiede l'uso di una sedia a rotelle per la deambulazione.

## Carriera
Watson ha iniziato a nuotare come parte della sua riabilitazione dalla sindrome di Guillain-Barré. La maggior parte delle competizioni si svolgono in un formato multi-classe (MC) in cui ogni atleta nuota contro il record mondiale per la propria classificazione e il nuotatore con il punteggio più alto vince la gara. Watson, essendo miope, non è in grado di vedere il tabellone dei punteggi dei risultati alla fine della piscina. Al termine di ogni gara quindi non è a conoscenza del suo piazzamento fino a quando non gli viene comunicato. Watson è stata recentemente riclassificata nel 2024 come nuotatrice S3 a causa della sua condizione neurologica degenerativa.
Ai Giochi Paralimpici di Rio de Janeiro del 2016, Watson ottiene la medaglia d'oro nei 50 metri stile libero femminili classe S4 con un tempo record paralimpico di 40.13 diventando anche la prima nuotatrice classificata S5 o inferiore del millennio a vincere l'oro per l'Australia.
Nel 2017 Watson si qualifica per i Campionati mondiali di nuoto paralimpico del 2017, ma la competizione venne annullata a causa di un forte terremoto verificatosi in Messico appena due settimane prima dell'evento.
Nel 2018 Watson è stata scelta come volontaria ai XXI Giochi del Commonwealth di Gold Coast nel 2018. Non ha potuto competere in maniera ufficiale perché la sua classe di nuoto non era inclusa nella competizione.
Ai Giochi Paralimpici di Tokyo del 2020, Watson conquista la medaglia d'oro nei 50 m stile libero femminili classe S4 con un tempo record paralimpico di 39,36.
Per le stesse motivazione del 2018, Watson è stata scelta come volontaria ai XXII Giochi del Commonwealth di Birmingham nel 2022.
Alle Paralimpiadi estive del 2024 a Parigi, Watson conquista la 500ª medaglia nel nuoto per l'Australia ed è stata la prima olimpionica o paralimpica a vincere una medaglia nei 50 m stile libero in tre edizioni giochi consecutivi. Watson ha anche vinto la prima medaglia in assoluto dell'Australia nei 100 m stile libero classe S3 dall'inizio delle Paralimpiadi nel 1960.
Watson si allena al Chandler Swimming Club di Brisbane con l'allenatore Matteo Melis.

## Palmarès

### Giochi paralimpici
| Anno | Manifestazione                 | Sede           | Evento                           | Risultato | Note |
| ---- | ------------------------------ | -------------- | -------------------------------- | --------- | ---- |
| 2016 | XV Giochi paralimpici estivi   | Rio de Janeiro | 50 metri stile libero classe S4  | Oro       |      |
| 2020 | XVI Giochi paralimpici estivi  | Tokyo          | 50 metri stile libero classe S4  | Oro       |      |
| 2024 | XVII Giochi paralimpici estivi | Parigi         | 50 metri stile libero classe S4  | Bronzo    |      |
| 2024 | XVII Giochi paralimpici estivi | Parigi         | 100 metri stile libero classe S3 | Bronzo    |      |

### Mondiali
| Anno | Manifestazione               | Sede       | Evento                           | Risultato | Note |
| ---- | ---------------------------- | ---------- | -------------------------------- | --------- | ---- |
| 2019 | Campionati mondiali di nuoto | Londra     | 50 metri stile libero classe S4  | Argento   |      |
| 2019 | Campionati mondiali di nuoto | Londra     | 100 metri stile libero classe S4 | Bronzo    |      |
| 2022 | Campionati mondiali di nuoto | Madeira    | 50 metri stile libero classe S4  | Argento   |      |
| 2023 | Campionati mondiali di nuoto | Manchester | 50 metri stile libero classe S4  | Bronzo    |      |

### Giochi parapanpacifici
| Anno | Manifestazione               | Sede   | Evento                          | Risultato | Note |
| ---- | ---------------------------- | ------ | ------------------------------- | --------- | ---- |
| 2018 | Campionati mondiali di nuoto | Cairns | 50 metri stile libero classe S4 | Oro       |      |

## Riconoscimenti
- 2016 – Australian Institute of Sport Scoperta dell'anno[6]
- 2016 – Sporting Wheelies and Disabled Association Atleta con la miglior prestazione[7]
- 2021 - Università del Queensland - Blue Award for Sporting Excellence
- 2022 - Università del Queensland - Donna dello sport dell'anno[8]